# Érouv

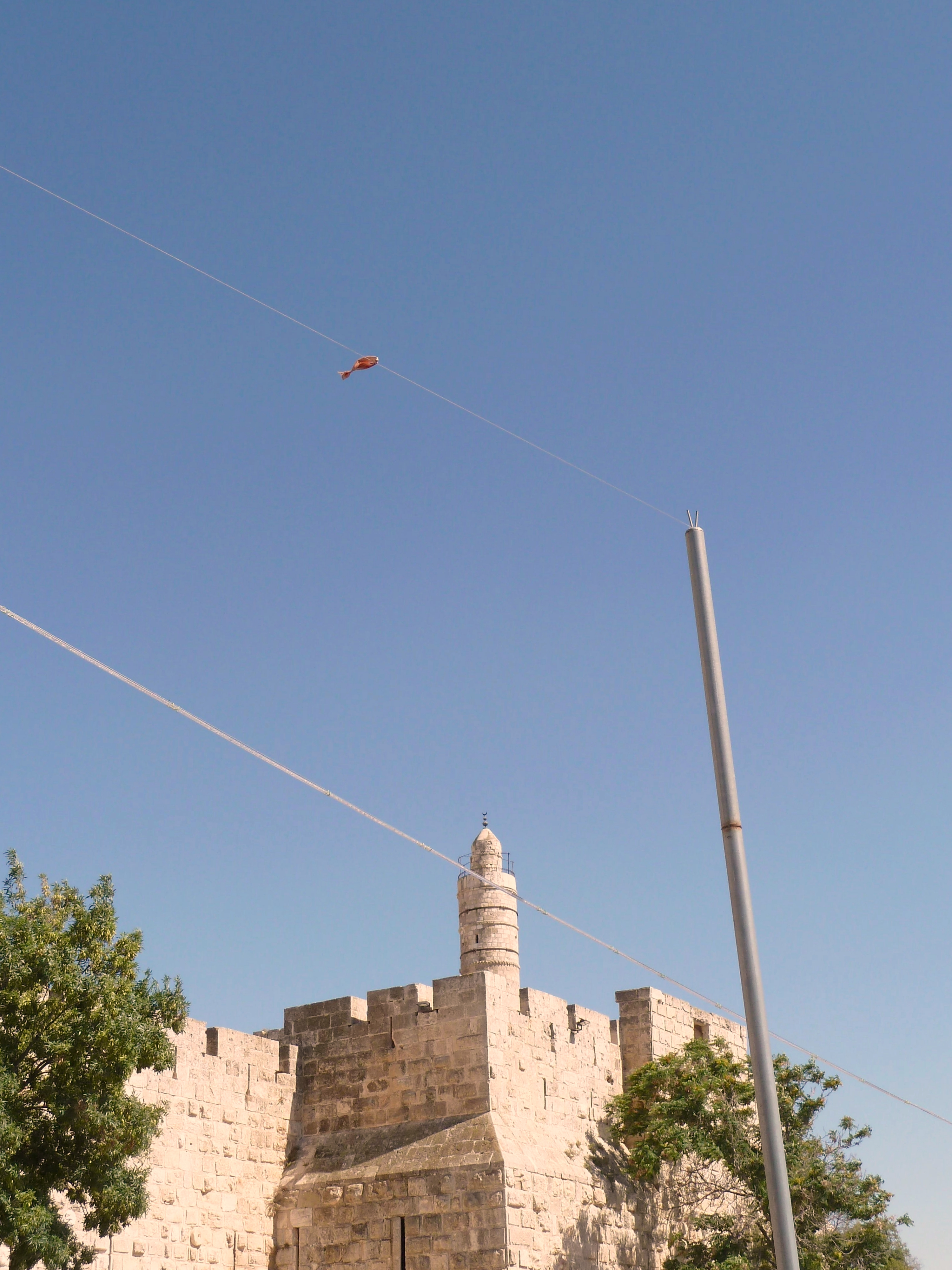
Un érouv, devant la Tour de David, dans la vieille ville de Jérusalem, 2014.

Un érouv (hé : ערוב, mélange) est une clôture destinée à servir une communauté juive qui vit selon les lois et les règles du Talmud et de la Torah. L’érouv délimite, dans les villes où il y en a, la zone dans laquelle certaines activités normalement interdites (comme l’action de porter) peuvent être réalisées lors des jours de chabbat et de certaines fêtes juives. Cette clôture peut être réelle (ainsi, dans le cas d’une ville naturellement entourée de murailles) ou symbolique (un simple fil, tendu entre des arbres et des poteaux électriques, fait alors l’affaire). C’est ce dernier cas, celui d’un érouv artificiel, qui a attiré l’attention sur le phénomène.

## Société
Dans les faits, la présence d’un érouv artificiel n’est pas visible pour la majorité de la population, à l’exception des juifs orthodoxes. Cependant, l’érouv peut sembler poser un problème pour le respect de la laïcité ; certains y voient une récupération religieuse de l’espace public.
En 2001, une demande pour un érouv à Outremont (quartier de Montréal) avait été refusée par les autorités de cette ville, mais cette demande fut par la suite autorisée par un jugement de la Cour supérieure du Québec. D’autres municipalités de par le monde ont vécu des controverses à ce sujet, notamment Saint-Brice-sous-Forêt en France.
A Strasbourg, un érouv est essentiellement constitué de talus de chemin de fer et des fleuves entourant la cité. On trouve encore également un érouv à Metz, à Reims, à Anvers
On appelle aussi érouv un début de plat préparé avant le début des jours de fêtes et qui autorise à cuisiner alors que cette activité est normalement interdite ces jours-là.
En partant d'une réflexion sur l'érouv, la photographe française Sophie Calle a publié en 1996 L'Erouv de Jérusalem, un petit livre mêlant photographies et témoignages d'habitants de la Ville Sainte sur l'érouv.